# 2007-es magyar asztalitenisz-bajnokság
A 2007-es magyar asztalitenisz-bajnokság a kilencvenedik magyar bajnokság volt. A bajnokságot március 3. és 4. között rendezték meg Miskolcon, a Városi Sportközpontban.

## Eredmények
| Versenyszám  | Arany                                                       | Arany | Ezüst                                                    | Ezüst | Bronz | Bronz |
| ------------ | ----------------------------------------------------------- | ----- | -------------------------------------------------------- | ----- | --- | ----- |
| Férfi egyéni | Jakab János BVSC                                            |       | Zwickl Dániel BVSC                                       |       | Gerold Gábor SPG Ligist/Graz Lindner Ádám Celldömölki VSE                                                                |       |
| Női egyéni   | Lovas Petra Postás SE                                       |       | Iszajeva Anna BSE                                        |       | Molnár Zita Szekszárd ACSzvitán Krisztina Szekszárd AC                                                                   |       |
| Férfi páros  | Gerold Gábor, Simon Ferenc SPG Ligist/Graz , TSV Untermberg |       | Muskó Péter, Vitsek Iván ASKÖ Linz Altstadt              |       | Magyar László, Demeter Lehel Kecskeméti Spartacus, Union Wels Varga Zoltán, Zombori Dávid Celldömölki VSE, PTE-Pécsi EAC |       |
| Női páros    | Pergel Szandra, Póta Georgina Statisztika Petőfi SC         |       | Braun Éva, Iszajeva Anna BSE                             |       | Kókai Ágnes, Molnár Zita Kecskeméti Spartacus, Szekszárd ACLovas Petra, Varga Tímea Postás SE                            |       |
| Vegyes páros | Lindner Ádám, Kertai Rita Celldömölki VSE, Postás SE        |       | Pázsy Ferenc, Molnár Zita SV Plüderhausen , Szekszárd AC |       | Zwickl Dániel, Pergel Szandra BVSC, Statisztika Petőfi SCMarsi Márton, Kókai Ágnes Kecskeméti Spartacus                  |       |